# Совка розкішна (монета)
«Со́вка розкі́шна» — пам'ятна монета номіналом 2 гривні, випущена Національним банком України, присвячена Совці розкішній — рідкісному виду комах (ряд — Лускокрилі, родина Noctuidae), зникаючому виду, уключеному до Червоної книги України. В Україні зустрічається локально на Поліссі, у Лісостепу, степу та Криму (Київська, Житомирська, Чернігівська, Сумська, Черкаська, Луганська, Харківська області, Крим).
Монету введено в обіг 2 червня 2020 року. Вона належить до серії «Флора і фауна».

## Опис монети та характеристика
| Номінал грн. | Метал      | Маса, г | Діаметр, мм | Якість виготовлення       | Гурт     | Тираж, штук                                        |
| ------------ | ---------- | ------- | ----------- | ------------------------- | -------- | -------------------------------------------------- |
| 2            | нейзильбер | 12,8    | 31,0        | спеціальний анциркулейтед | рифлений | 40 000 (у тому числі 20 000 у сувенірній упаковці) |

### Аверс
На аверсі монети в обрамленні вінка, утвореного із зображень окремих видів флори і фауни, розміщено малий Державний Герб України та написи: «УКРАЇНА/2/ГРИВНІ/2020» та логотип Банкнотно-монетного двору Національного банку України.

### Реверс
На реверсі монети на дзеркальному тлі зображено кольорову совку розкішну (використано тамподрук) та написи півколом: «СОВКА РОЗКІШНА» (угорі праворуч), «STAUROPHORA CELSIA» (унизу ліворуч).

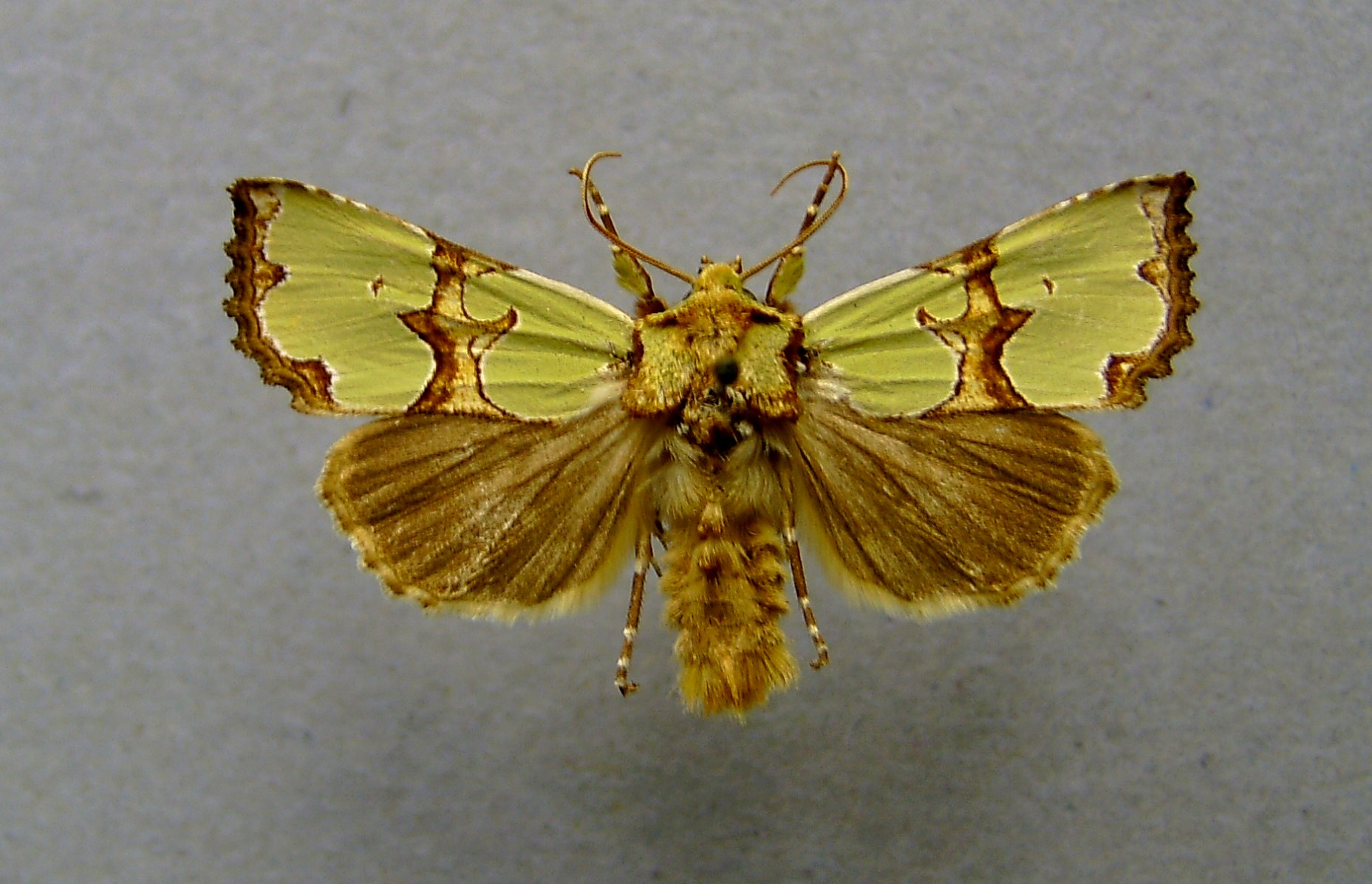
Совка розкішна

20 000 монет із загального тиражу було випущено у буклетах
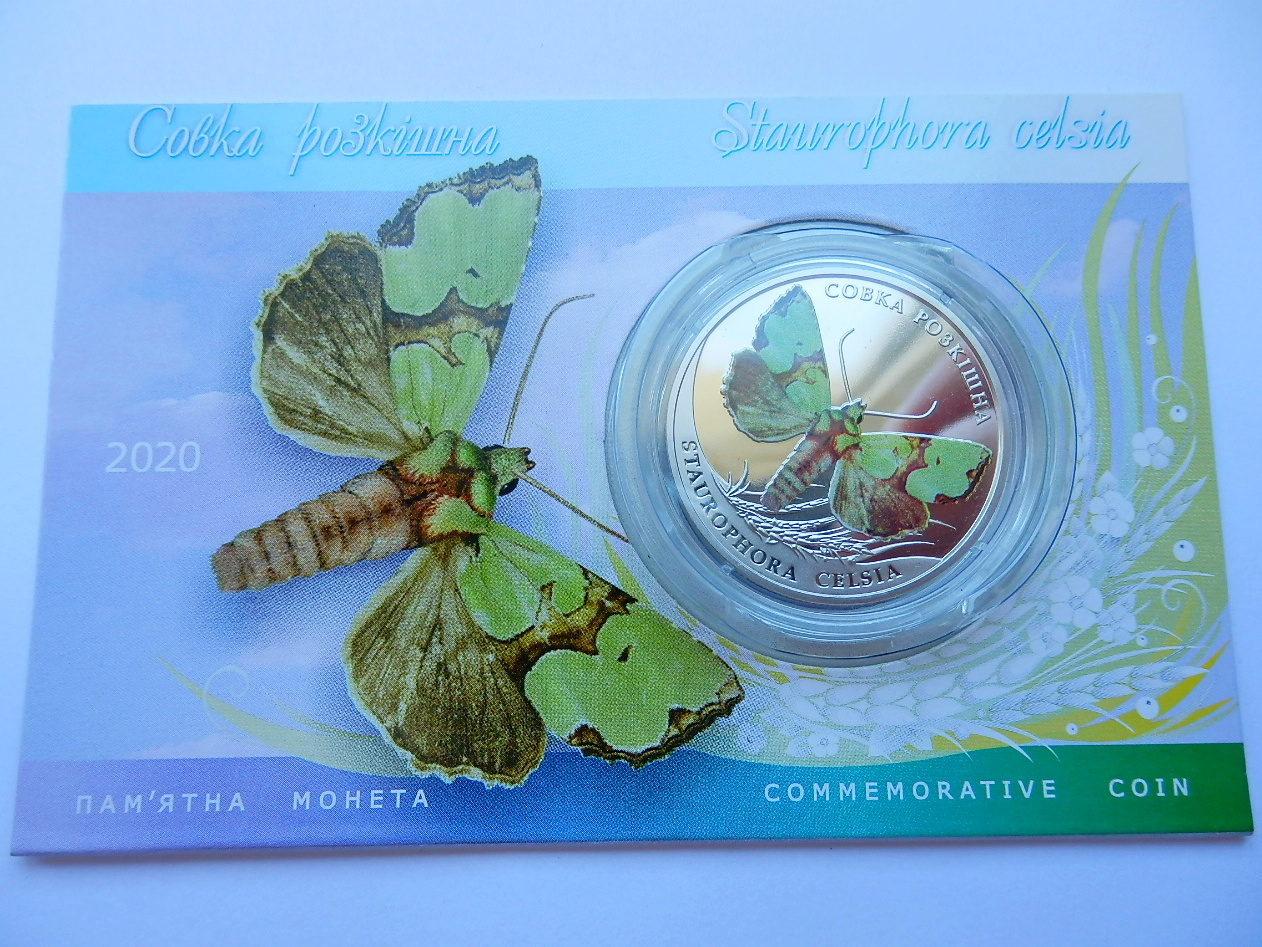
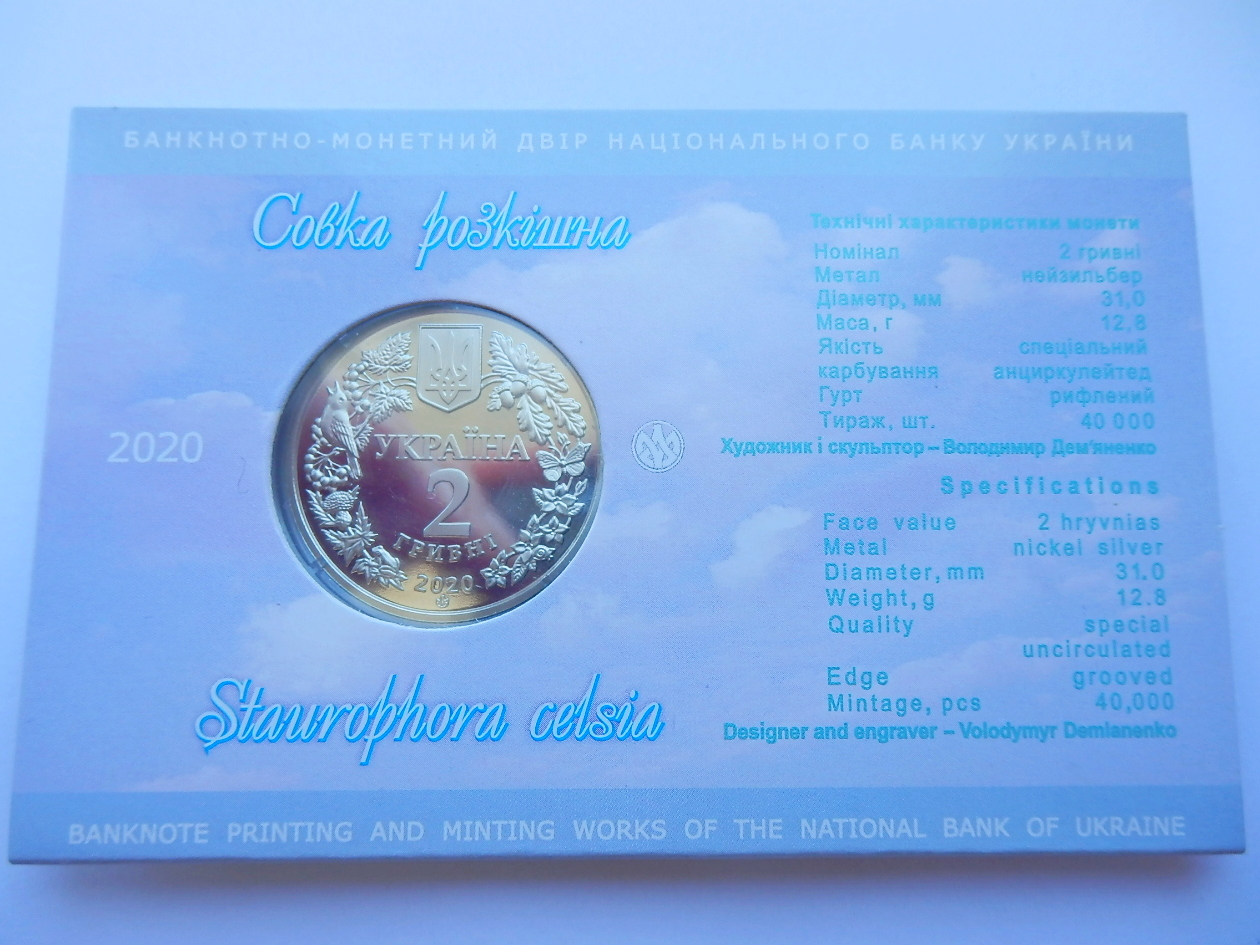

## Автори

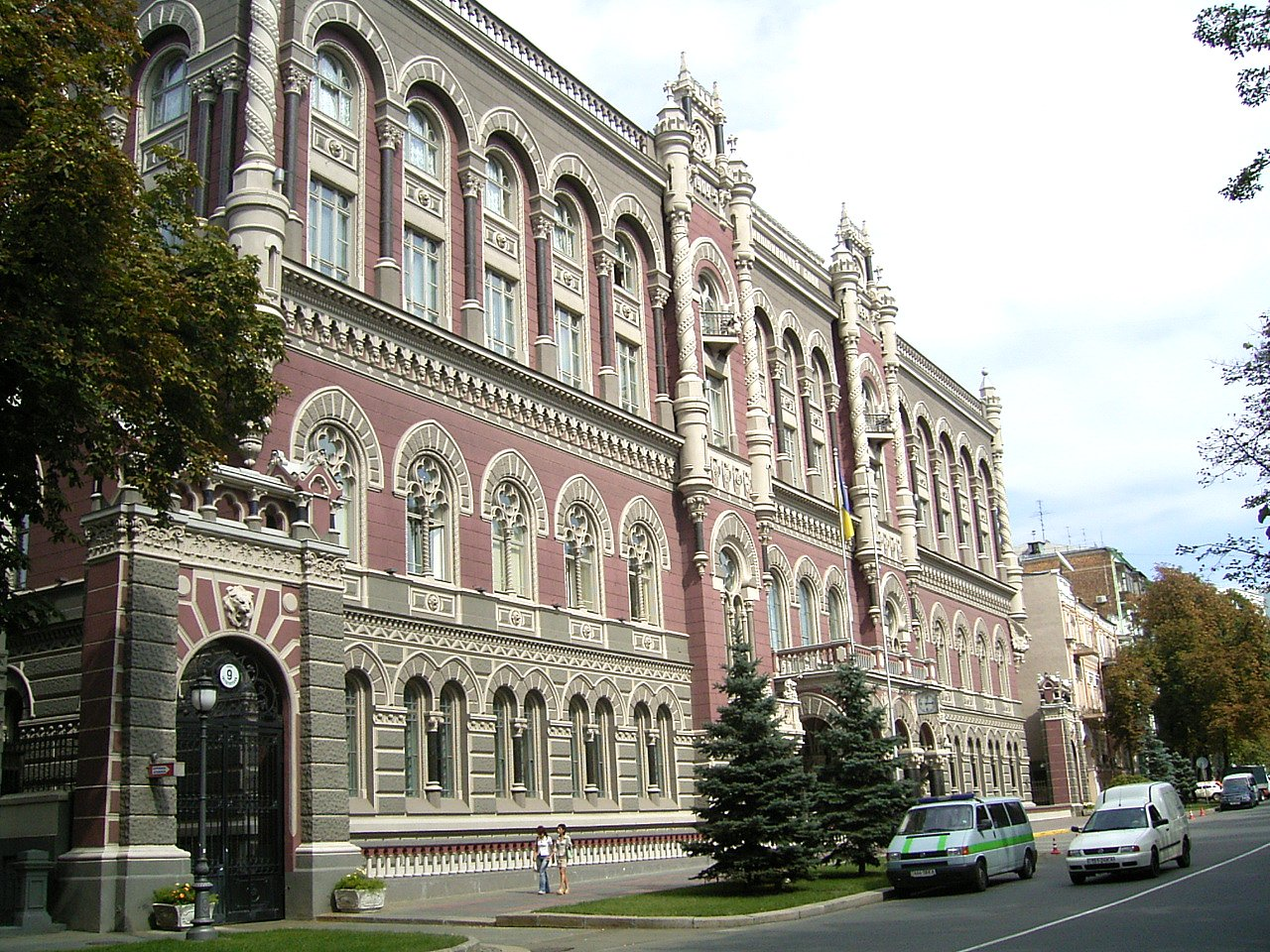
Будівля Національного банку України

- Художник — Дем'яненко Володимир.
- Скульптор — Дем'яненко Володимир.

## Вартість монети
Під час введення монети в обіг 2020 року, Національний банк України реалізовував монету за ціною 58 гривень.
Фактична приблизна вартість монети з роками змінювалася так:
| Рік        | 2021 | 2022 | 2023 | 2024 | 2025 |
| ---------- | ---- | ---- | ---- | ---- | ---- |
| Ціна, грн. | 150  | 230  | 320  | 510  | 560  |